# Macropodanthus alatus
Macropodanthus alatus là một loài thực vật có hoa trong họ Lan. Loài này được (Holttum) Seidenf. & Garay mô tả khoa học đầu tiên năm 1988.